# Парус (скала)
Скала́ Па́рус — памятник природы в Краснодарском крае, находящийся на берегу Чёрного моря в 17 км к юго-востоку от Геленджика, недалеко от села Прасковеевка (около 500 метров по берегу моря) и хутора Джанхот (4,5 километра).

## Описание
Скала представляет собой вертикально стоящий на берегу моря останец — пласт песчаника, отделённый от основного скального массива провалом. По форме скала напоминает очертания четырёхугольного паруса, за что и получила своё название. При толщине скалы немногим более метра, высота составляет более 25 метров, а длина — более 20 (в различных источниках говорится о высоте 30 метров и длине 25 метров), при этом скала более чем на три четверти выдаётся в море перпендикулярно берегу.
На высоте примерно 2,5 метра в Парусе есть отверстие, происхождение которого неясно. Во многих путеводителях пишется, что оно пробито стрелками горной артиллерии во время Кавказской войны. Однако такой вариант происхождения отверстия подвергается сомнению: С. Васюков, исследовавший Черноморское побережье, писал в 1903 году после осмотра скалы, что в неё «…стреляли с броненосца моряки, пустили 4 снаряда, но стена осталась непоколебима, хотя заметны следы ядер, нигде не пробивших утёса…»
На скале на том же уровне есть ещё одно маленькое отверстие. Чтобы его увидеть, нужно отойти в сторону посёлка Джанхот.
На торце скалы со стороны берега пробит скалолазный маршрут невысокой сложности (около 4 по французской системе). Маршрут (по состоянию на август 2015) старый, местами осыпается, некоторые крючья уже плохо держатся (да и шлямбуры проржавели) — не рекомендуется к прохождению.

## Происхождение
Причинами появления данного уникального образования послужило наступление моря на сушу, эрозия, а также различная прочность скальных пород.

## Современный статус
Статус памятника природы присвоен скале 24 ноября 1971 года администрацией города Геленджик, уход и охрана возложены на Дивноморский сельский совет.
- Скала Парус
- Скала Парус, вид снизу
- Скала Парус, вид сбоку
- Вид на скалу с пляжа с. Прасковеевка
- Когда-то прежде выступ, изображённый в правой части снимка, и Парус были единой скалой
- Вид с прибрежного склона
- Вид с Чёрного моря
- Непростая тропа к скале «Парус»
- Скала Парус на закате